# Tomás Vaquero
Tomás Vaquero (* 26. März 1914 in Pirassununga, São Paulo, Brasilien; † 2. August 1992) war ein brasilianischer Geistlicher und römisch-katholischer Bischof von São João da Boa Vista.

## Leben
Tomás Vaquero empfing am 12. Dezember 1941 das Sakrament der Priesterweihe. 
Am 2. Juli 1963 ernannte ihn Papst Paul VI. zum Bischof von Bistums São João da Boa Vista ernannt. Die Bischofsweihe spendete ihm der Erzbischof von Campinas, Paulo de Tarso Campos, am 15. August desselben Jahres; Mitkonsekratoren waren Agnelo Rossi, Erzbischof von Ribeirão Preto, und José Varani, Bischof von Jaboticabal.
Er nahm an der zweiten, dritten und vierten Sitzungsperiode des Zweiten Vatikanischen Konzils als Konzilsvater teil.
Am 23. Januar 1991 nahm Papst Johannes Paul II. seinen altersbedingten Rücktritt an. 